# Johannes Hartmann (Bildhauer)

Johannes Hartmann

Johannes Hartmann (* 6. Dezember 1869 in Leipzig; † 29. März 1952 in Naumburg) war ein deutscher Bildhauer. Er war auch als Betreuer des Nachlasses des Malers und Bildhauers Max Klinger tätig.

## Leben

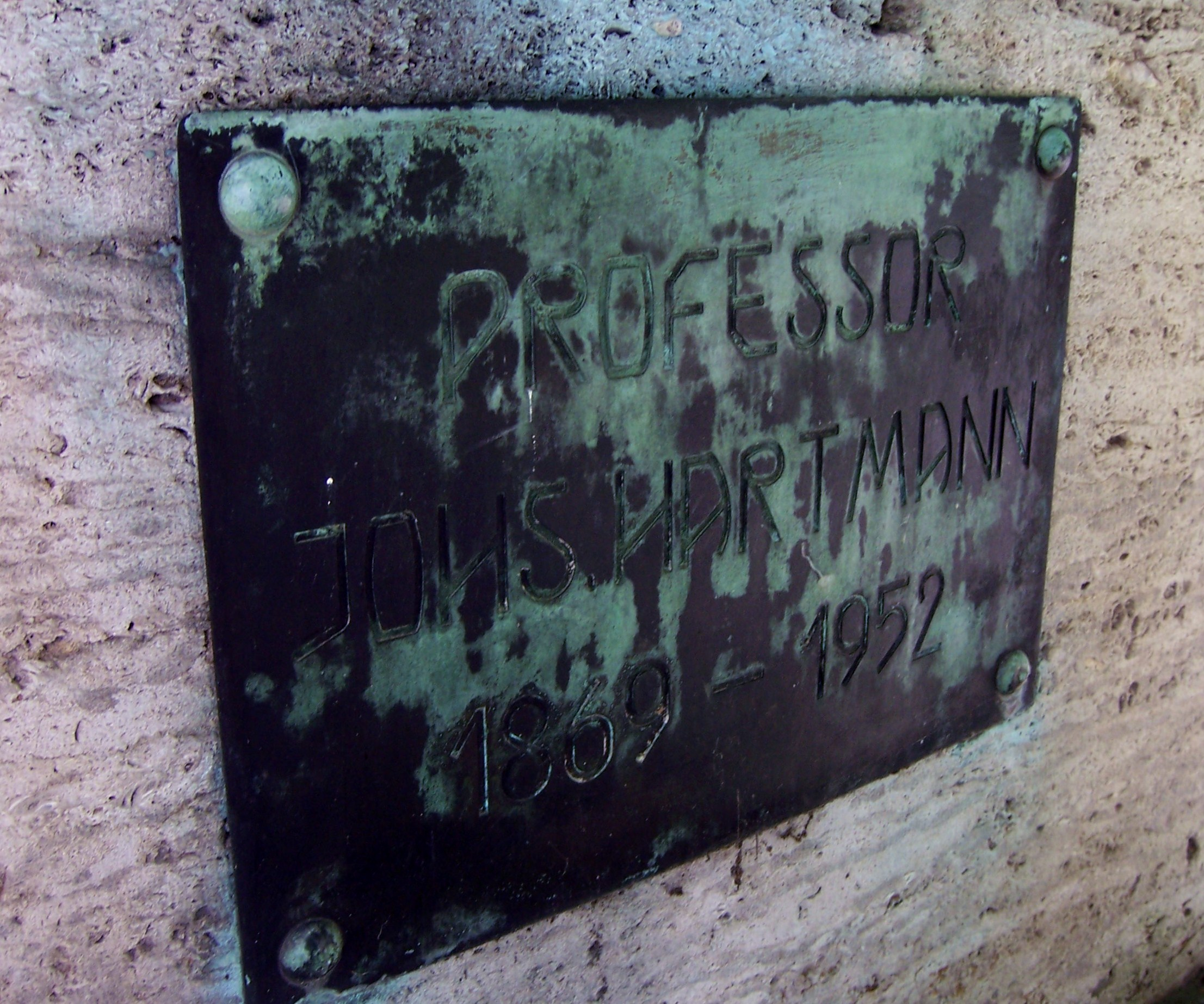
Grabplatte für Johannes Hartmann an der Ruhestätte Max Klingers in Großjena

Hartmann studierte von 1885 bis 1890 an der Dresdner Kunstakademie bei Ernst Hähnel. Er wurde durch zahlreiche Personendenkmäler in Sachsen und Sachsen-Anhalt bekannt. Als sein Hauptwerk gilt das Robert-Schumann-Denkmal in Zwickau, das er 1901 schuf. Nach der Gründung 1903 wurde Hartmann Mitglied des Deutschen Künstlerbundes. Neben seinem Freund Max Klinger war er ab 1912 als Mitbegründer Vorsitzender des Vereins Leipziger Jahresausstellung.
Einen bizarren Verlauf nahm Hartmanns weiteres Leben, nachdem Klinger am 4. Juli 1920 auf seinem Weinberg in Großjena gestorben war. Auf ausdrücklichen Wunsch des Toten hin wurde Klinger am 8. Juli in unmittelbarer Nähe des Weinberghauses beerdigt. Die Gestaltung des Grabmals übernahm Johannes Hartmann. Zwei Hermen mit den Porträts von Max Klinger und Gertrud Bock, sein langjähriges Modell, das er acht Monate vor seinem Tod geheiratet hatte, bilden den Eingang der Grabanlage. Hinter dem Grabmal stellte Hartmann die von Klinger geschaffene Bronzefigur „Der Athlet“ auf, so wie es sich der verstorbene Künstler gewünscht hatte.
Bereits kurz nach der Beerdigung bot Hartmann Klingers Witwe seine Hilfe bei der Ordnung des Nachlasses an. In seinem Testament hatte Max Klinger seine Frau Gertrud zur Alleinerbin eingesetzt. Nur Klingers gemeinsame Tochter mit Elsa Asenijeff, Desirée Klinger (1900–1973), sollte als Legat jährliche Zinserträge von 7.000 Mark erhalten, und einige Diener und Winzer wurden mit kleinen Summen aus dem Nachlass bedacht. Schon am 18. Mai 1922 – weniger als zwei Monate nach dem Tod von Hartmanns erster Frau – heirateten Gertrud Klinger und Johannes Hartmann. 1926 wurde ihre gemeinsame Tochter Waltraute geboren. Weil Klingers Geschwister Zweifel am rechtmäßigen Zustandekommen des Testaments hatten, wollten sie es anfechten. Da jedoch durch mehrere Aussagen bewiesen werden konnte, dass Klinger beim Verfassen seines letzten Willens geschäftsfähig war, gaben sie auf. Daraufhin strengte Klingers Tochter mehrere Prozesse gegen das Ehepaar Hartmann an, welche sich fast 20 Jahre lang hinzogen. Durch die mittlerweile eingetretene Inflation konnten die Hartmanns den Wert der Erbschaft extrem niedrig ansetzen, obwohl dazu das Wohn- und Atelierhaus in der Karl-Heine-Straße 6 sowie weitere Leipziger Grundstücke, das Großjenaer Weinberggrundstück und der gesamte künstlerische Nachlass Klingers gehörten.
Gertrud Hartmann erkrankte 1927 an Lungentuberkulose und bekam 1930 ein schweres Augenleiden. Für die Behandlung dieser Krankheiten mussten hohe Summen aufgebracht werden. Deshalb wurde 1931 auf Wunsch Gertruds der Weinberg mit den darauf befindlichen Gebäuden an die Stadt Naumburg verkauft, Gertrud und Johannes Hartmann ließen sich jedoch ein Wohnrecht bis zum 1. Oktober 1946 zusichern. Nachdem Gertrud Hartmann im April 1932 von einer Kur in Davos zurückgekehrt war, pflegte ihre Schwester Ella die Schwerkranke. Ella von Wunsch, geb. Bock, die sich von ihrem Ehemann hatte scheiden lassen, kümmerte sich auch um ihre Nichte Waltraute. Im Mai 1932 starb Gertrud Hartmann. Ihre Urne wurde in Klingers Grab beigesetzt. Im Dezember 1932 heiratete Johannes Hartmann seine Schwägerin Ella von Wunsch.
1945, nach der Zerstörung seines Leipziger Wohnhauses in der Karl-Heine-Straße 6 handelte Hartmann mit der Stadt Naumburg gegen Überlassung eines Teils des noch vorhandenen Klinger-Nachlasses ein Wohnrecht für Ella und sich „auf Lebenszeit“ aus.
Johannes Hartmann starb 1952. Seine Urne wurde – ebenso wie die seiner am 25. April 1955 verstorbenen Frau Ella – in Klingers Grab in Großjena beigesetzt.
Hartmann  war Mitglied der Leipziger Freimaurerloge Minerva zu den drei Palmen.

## Werk (Auswahl)

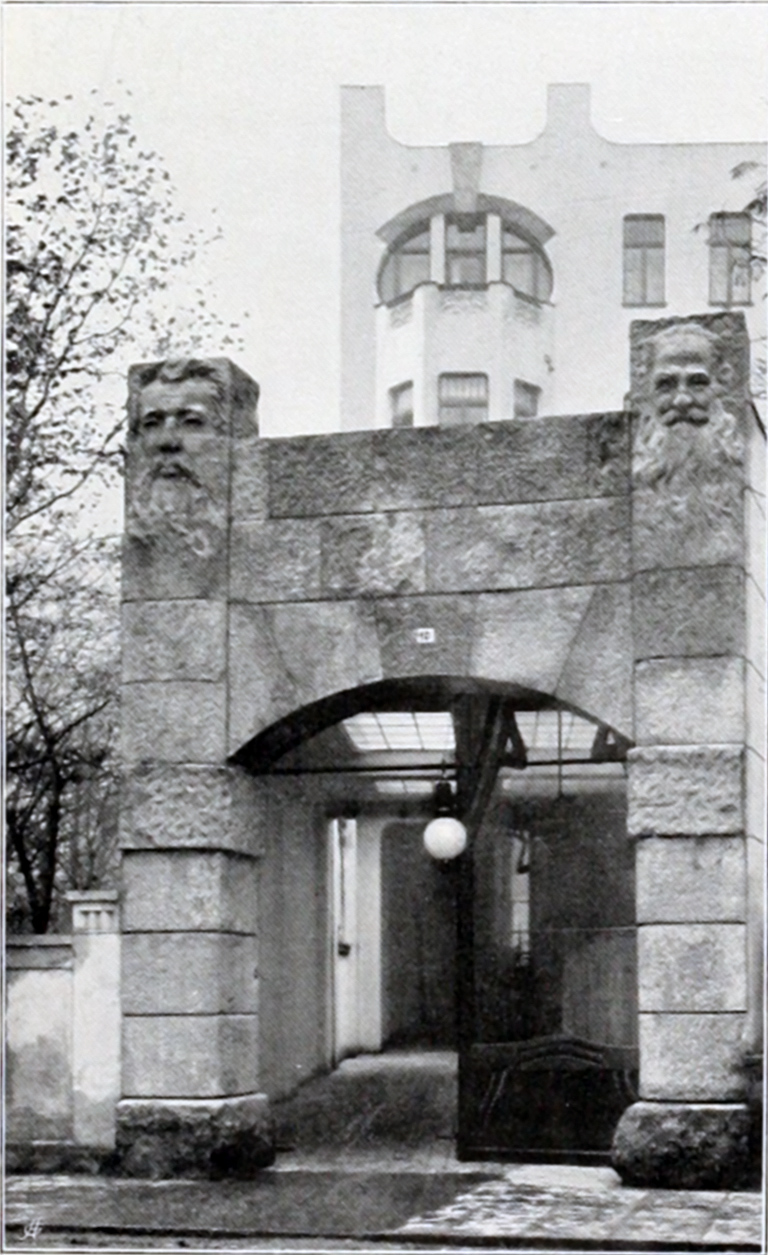
Leipzig, Zentralstraße: Portal des Künstlerhauses (1900)

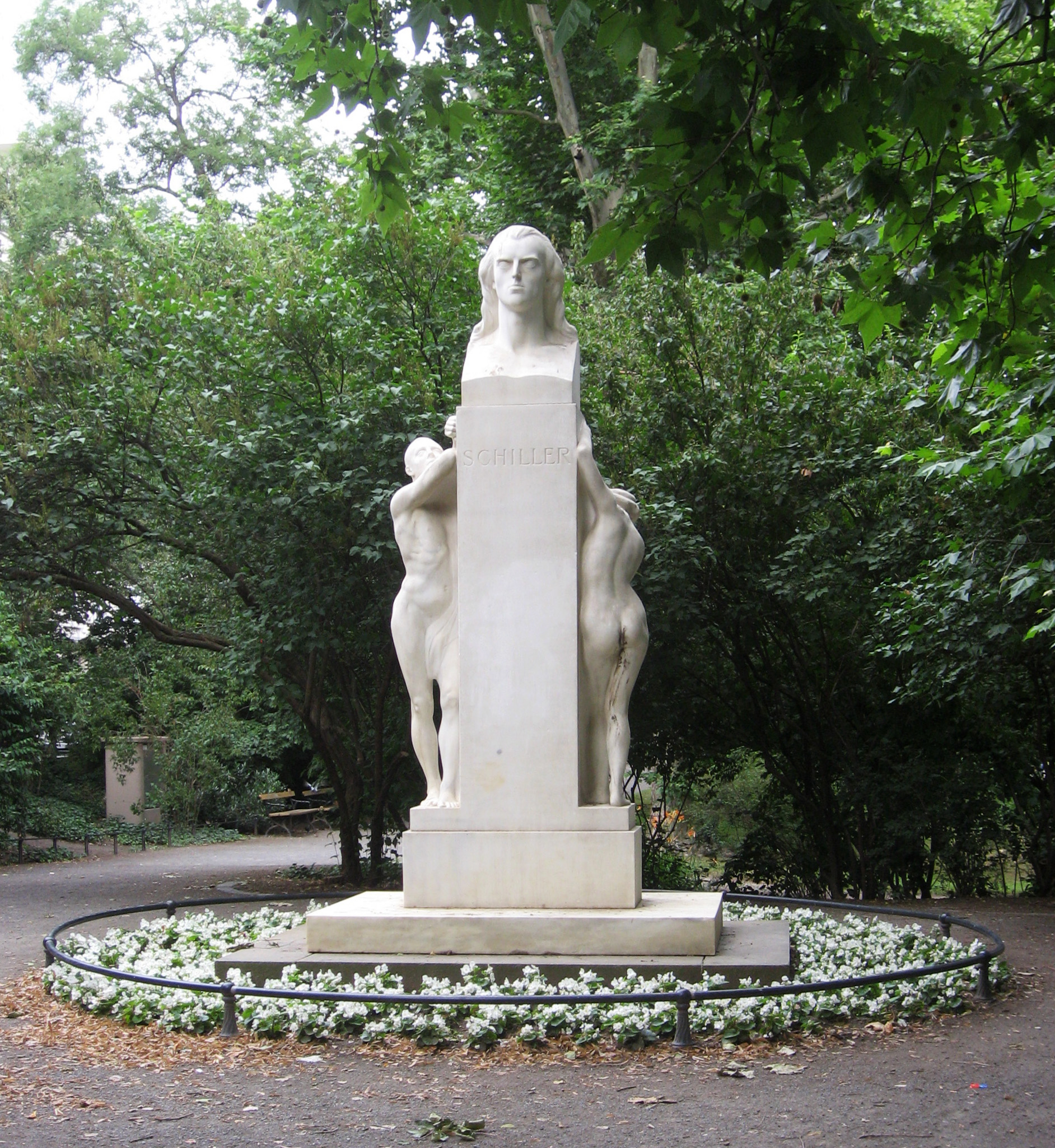
Leipzig: Schillerdenkmal (1914)

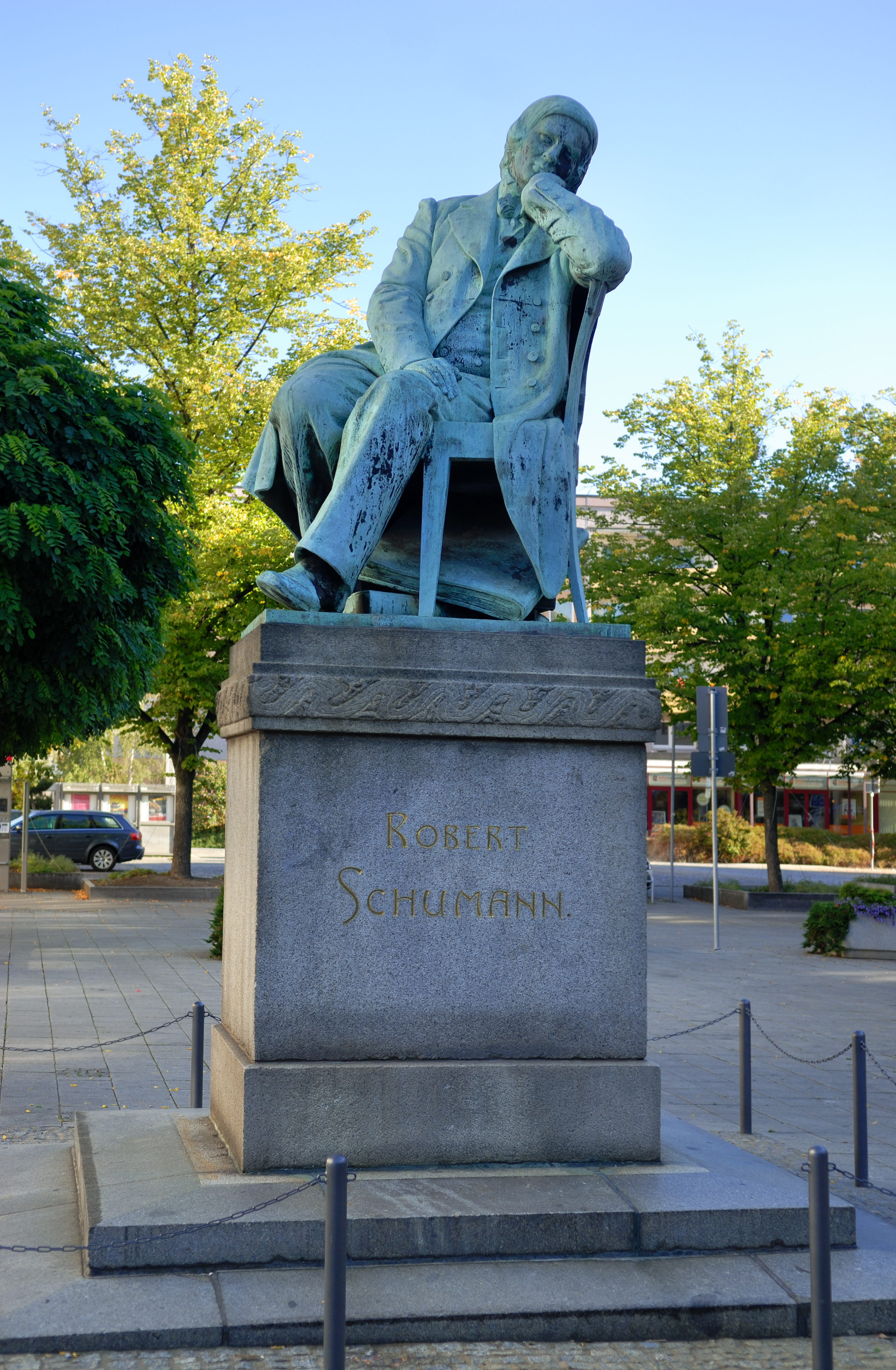
Zwickau: Robert-Schumann-Denkmal (1901)

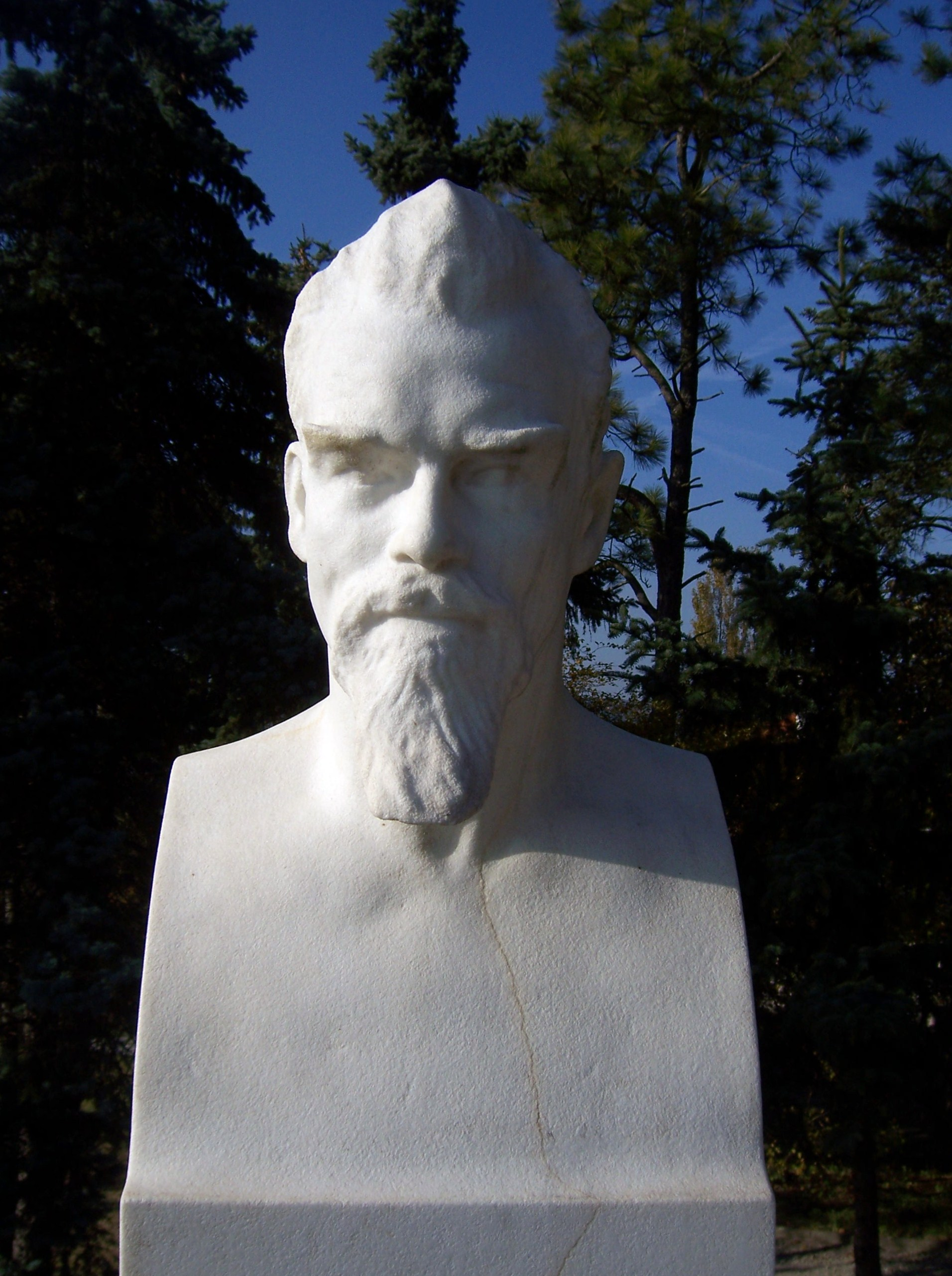
Marmorbüste Max Klinger, Klinger-Grabmal Großjena (1921)

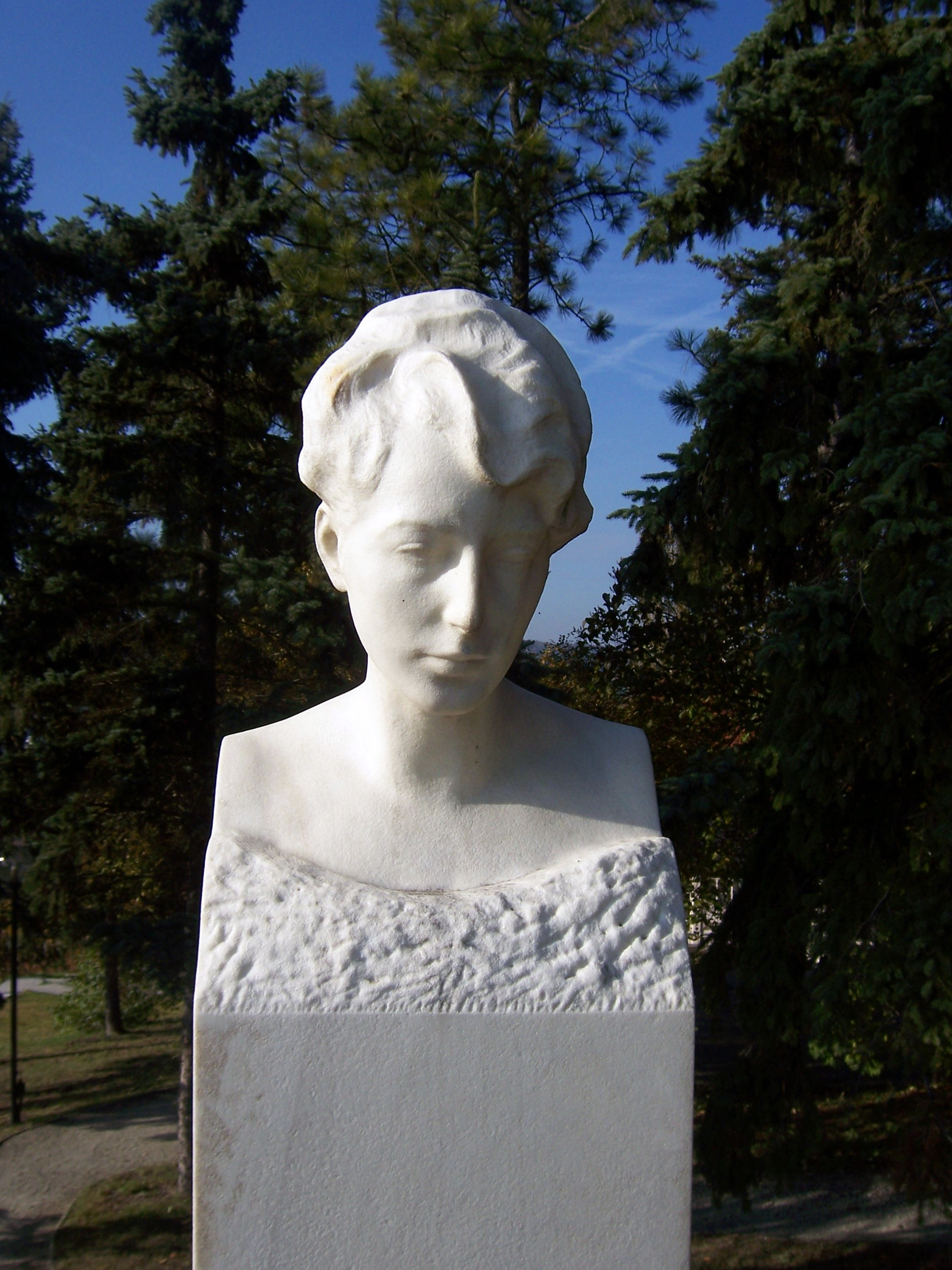
Marmorbüste Gertrud Hartmann, vw. Klinger, Klinger-Grabmal Großjena (1932)

### In Leipzig
- 1896: zwei Karyatiden am Portal des Augusteums der Universität
- 1900: Relief im Speisesaal und Portal Zentralstraße des Künstlerhauses
- 1902: Standfiguren von Moses, Johannes dem Täufer und Paulus über den drei Westportalen der Johanniskirche
- 1903: allegorische Figur „Die Gerechtigkeit“ auf der Balkonbrüstung der Südwest-Fassade und Personifikation „Das Amtsgeheimnis“ auf dem Giebel der Westseite des Neuen Rathauses[4]
- 1904: Marmorrelief „Abschied“ für das Grabmal Löffler auf dem Südfriedhof
- 1905: Hochzeitszimmer mit Holzschnitzarbeiten im Rathaus Schönefeld in der Ossietzkystraße (1906 auf der Dresdner Kunstgewerbeausstellung präsentiert)
- 1909: Gröppler-Döring-Denkmal[5]
- 1909: Brunnen „Badendes Mädchen“ unter den Arkaden des Alten Rathauses[6]
- 1911: Grabmal für den Brauereibesitzer Friedrich August Ulrich (1846–1911) auf dem Südfriedhof[7]
- 1914: Schillerdenkmal (Entwurf: Johannes Hartmann; Ausführung: August Louis Schmiemann) in den Promenadenanlagen an der Schillerstraße[8]
- 1916: Wappenhalterfiguren links und rechts der Statuen über dem Haupteingang der Deutschen Bücherei
- 1916: Fedor-Flinzer-Denkmal auf dem Neuen Johannisfriedhof[9]
- 1919: Denkmal für die Gefallenen der Landsmannschaft Cheruscia Leipzig
- 1921: Grabmal für den Bankier und Vorsteher der israelitischen Religionsgemeinde Friedrich Nachod (1853–1911) auf dem Südfriedhof nach einem Entwurf von Max Klinger[10][11][12]
- 1924: Überarbeitung des Sockels für das Richard-Wagner-Denkmal von Max Klinger[13]
- 1926: Sitzfiguren Petrus und Paulus in der Westfassade der Apostelkirche
- 1930: Nachbildungen der 1737 von Christian Döring am Portal von Jöchers Haus geschaffenen Frauenfiguren (heute am Haus Katharinenstraße 8)[14]
- Museum der bildenden Künste:
  - Robert-Schumann-Büste (1903)
  - Semele (Bronze, 1912)
  - weiblicher Torso (1917)

### In anderen Orten
- 1901: Robert-Schumann-Denkmal auf dem Hauptmarkt in Zwickau
- 1910: Grabmal für Robert Tümmler auf dem Niederfriedhof in Döbeln[15]
- 1910: Grabmal für Carl Gotthilf Schlegel auf dem Niederfriedhof in Döbeln[16]
- 1912: Friedhofskapelle in Jugendstilformen einschließlich Altar mit Keramikrelief in Waldheim
- 1912: Taubenbrunnen vor dem Döbelner Rathaus auf dem Obermarkt[16]
- 1915: Brunnen  „Jesus. Der gute Hirte“ auf dem Niederfriedhof in Döbeln[17]
- 1921: Grabmal für Max Klinger auf Klingers Weinberg in Großjena
- 1925: Kriegerdenkmal in Großjena[18]
- 1948: VVN-Denkmal in Naumburg[19]
- Kreuzigungsrelief an der Friedhofskapelle in Loschwitz
- Brunnen „Nixe mit Seehund“ in Geislingen
- Brunnen in Taucha